# El canto del cisne (Schubert)

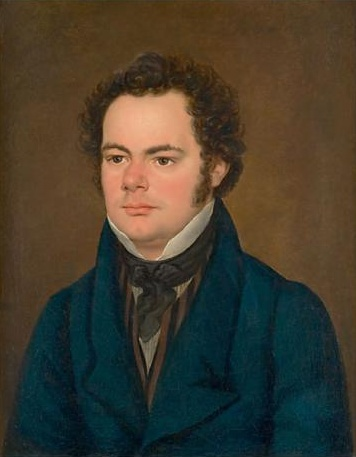
Retrato de Franz Schubert hecho por Franz Eybl (1827)

El canto del cisne, en alemán Schwanengesang, es el título de una colección póstuma de lieder, compuesta por Franz Schubert al fin de su vida.
A diferencia de los otros dos ciclos, La bella molinera y Viaje de invierno, usa poemas de dos autores distintos, Ludwig Rellstab (1799 - 1860) y Heinrich Heine (1797 - 1856). Es una reunión arbitraria de sus últimas canciones, pero a pesar de ello mantiene cierta unidad temática interna.
Tiene el número D 957 en el catálogo de Deutsch (se publicó originalmente sin número de opus, en abril de 1829). La colección fue titulada así por su primer editor, presumiblemente por desear presentarla como el testamento musical de Schubert, ya que el canto del cisne de alguien es su última obra, v.gr. el “canto del cisne” de Mozart es su Réquiem, y el de Beethoven, su cuarteto de  cuerdas  N.º 16.

## Contenido
Presentados en el orden en que fueron escritos:
- De Ludwig Rellstab:
  - Liebesbotschaft ("Mensaje de amor"; el cantante invita a la corriente de agua a que lleve un mensaje a su amada; la música fluye como el agua en el arroyo)
  - Kriegers Ahnung ("Presentimiento del guerrero"; un soldado acampado con sus camaradas canta cuánto añora a su amada)
  - Frühlingssehnsucht ("Nostalgia de la primavera": el cantante está rodeado por una belleza natural, pero se siente melancólico e insatisfecho hasta que su amada pueda "liberar en mi pecho la primavera")
  - Ständchen ("Serenata": una serenata, es una de las piezas más atractivas del ciclo, sensual y lírico)
  - Aufenthalt ("Estancia": el cantante está consumido por la angustia, por razones que no se explican al oyente, y narra sus sentimientos al río, el bosque y las montañas que lo rodean; canción de tono impetuoso)
  - In der Ferne ("En la distancia": el cantante ha dejado su hogar, con el corazón roto, y se lamenta de que no tiene amigos ni casa; pregunta al viento y a los rayos de sol por quien le rompió el corazón; canto oscuro y suave, pensado "para el murmullo de la brisa y el rizo de las olas", D. Fischer-Dieskau).
  - Abschied ("Despedida": el cantante se despide alegre y determinado, de una ciudad en la que ha sido feliz pero que debe dejar; poema de despedida, alegre y corté)
- De Heinrich Heine, que acababa de publicar su Libro de las canciones:
  - Der Atlas ("Atlas": el cantante, habiendo deseado la felicidad eterna o la desgracia eterna, obtiene la segunda, y se lamenta del peso del dolor que soporta, tan pesado como el mundo; es un lied trágico y grandioso)
  - Ihr Bild ("Su imagen": el cantante cuenta a su amada cómo soñó que un retrato de ella le favoreció con una sonrisa y una lágrima; pero él la ha perdido de todas formas)
  - Das Fischermädchen ("La doncella pescadora": el cantante trata de seducir a una pescadora, estableciendo paralelismos entre su corazón y el mar)
  - Die Stadt ("La ciudad": el cantante está remando en un bote hacia la ciudad donde perdió a su amada; aparece entre la niebla; es una obra maestra indiscutible, de melancolía inigualable)
  - Am Meer ("Junto al mar": el cantante narra cómo se encontraba con su amada, en silencio, junto al mar, y ella lloró; desde entonces, a él lo ha consumido la añoranza, ella lo ha envenenado con sus lágrimas; es uno de sus lieder más populares, gracias a la pura línea de canto)
  - Der Doppelgänger ("El doble": el cantante mira a la casa donde vivió su amada, y se siente horrorizado al ver a alguien en el exterior de ella, atormentado, y no parece ser otro que él mismo, lamentando su larga tristeza)

## Último lied
La canción, Taubenpost (Correo de palomas), con letra de Johann Gabriel Seidl (1804 - 1875), y número de catálogo D 965 A, a menudo se interpreta como final de El canto del cisne, pero las investigaciones han revelado que Schubert no pretendía incluirla con las demás. Esta tradición comenzó con el editor, que añadió la canción en la primera edición de Haslinger. Aunque la canción no debe considerarse parte del ciclo, sí se la reputa el último lied de Schubert.

## Discografía
De absoluta referencia son las grabaciones de El canto del cisne, realizadas por el barítono alemán Dietrich Fischer-Dieskau: dos con el pianista Gerald Moore, una de la de 1951-1957 y la de principios de los sesenta (EMI); y la que hizo con el pianista Alfred Brendel (Philips). Gran calidad también tiene, pese a cambiar el registro vocal a tenor, la grabación de 2008 debida al pianista e investigador Andreas Staier, con Christoph Prégardien. 